# A Reality Tour
A Reality Tour var en turné David Bowie med band genomförde mellan oktober 2003 och juni 2004. Turnén innehöll 117 konserter. Turnénamnet anspelade på skivan Reality, som Bowie hade släppt månaden innan turnén startade. På den europeiska delen av turnén var Dandy Warhol förband.

## Medverkande musiker på turnén
- David Bowie - Sång, gitarr, munspel
- Earl Slick - Gitarr
- Gerry Leonard - Gitarr, bakgrundssång
- Gail Ann Dorsey - Bas, sång
- Mike Garson - Piano, keyboard
- Catherine Russel - Bakgrundssång, trummor, keyboard, gitarr
- Sterling Campbell - trummor

Den svenska konserten i Globen 8 oktober 2003 innehöll följande låtar:

## Låtlista
- 1. New killer star
- 2. Fame
- 3. Cactus
- 4. Battle for Britain
- 5. Breaking glass
- 6. Loving the alien (akustisk)
- 7. Days
- 8. Hallo spaceboy
- 9. Under pressure
- 10. Sunday
- 11. Bring me the disco king
- 12. Ashes to ashes
- 13. Never get old
- 14. Pablo Picasso
- 15. Fantastic voyage
- 16. I'm afraid of Americans
- 17. Heathen (the rays)
- 18. Rebel rebel
- 19. Heroes

Extranummer:
- 20. Slip away
- 21. Hang on to yourself
- 22. Let's dance
- 23. Ziggy Stardust